# Brim hf.
Brim hf. (kendt som HB Grandi indtil 2019) er en islandsk fiskeri- og fiskevirksomhed. Virksomheden har hovedkvarter og fiskefabrik i Reykjavík. De har også fiskeforarbejdningsfabrikker i Akranes og Vopnafjörður.
Brim har 10 fiskerifartøjer: tre ferskfisk-trawlere, tre frostfisk-trawlere, tre pelagiske fiskefartøjer og et langline-fartøj.
Brim er børsnoteret på Nasdaq OMX Iceland og har over 2.700 aktionærer. I 2022 opkøbte de 50 % af Polar Seafood Denmark. Brim har Gudmundur Kristjansson som direktør og største aktionær.
I 2024 producerede de 144.000 tons fisk og skaldyr, hvilket udgjorde en omsætning på 389 mio. euro.